# Моровська сотня
Моровська (Муравська) сотня — адміністративно-територіальна і військова одиниця Переяславського, а згодом Київського полку Гетьманщини. Центр — містечко Морівськ.

## Історія
Сотня виникла як адміністративна і військова одиниця Переяславського полку наприкінці 1648 року. Юридично закріплена за ним Зборівським трактатом 16 жовтня 1649 року у кількості 131 козака.
Між 1651 і 1653 роком відійшла під підпорядкування Київського полку, позаяк у присяжних описах згадана саме як його сотня. Відтоді у складі саме Київського полку. 
З ліквідацією полкового устрою на Лівобережній Україні територія Моровської сотні була розділена між Остерським повітом Київського намісництва та Чернігівським повітом Чернігівського намісництва.

## Сотенна старшинаНосівської сотні

### Сотники
- Ткаченко Ничипір (? — 1649 — ?)
- Дерев’янко Омелян, Васильович Яків (? — 1669 — ?)
- Шум (Шумейко) Іван Прокопович (? — 1672—1682)
- Суховій Лукаш (1682 — ?)
- Ілісіковський Василь (1687, нак.)
- Третяк Федір Семенович (1697, нак.)
- Третяк Яким Федорович (7 — 1706 — ?)
- Кохан Степан, Опушний Іван (? — 1723—1725 — ?)
- Зорич Петро (? — 1729 — 1739)
- Негруля Петро (1740—1751 — ?)
- Ющенко Мина (1741, нак.?)
- Шум Павло Матвійович (1751, нак.)
- Солонина Іван Григорович (1761—1771)
- Борщевський Козьма (1771—1782)

### Отамани
- Третяк Федір Семенович (? — 1706)
- Гречун Григорій (? — 1706)
- Стрешенець Михайло (? — 1725 — ?)
- Яків (? — 1737 — ?)
- Федус Іван (? — 1741—1746 — ?)
- Зорич Лука Петрович (1752—1757)
- Шиш Дем’ян (1768—1776 — ?)

### Писарі
- Кузьменко Ничипір (1741)
- Малецький Семен (? — 1745—1746 — ?)
- Данилевський Ілля (1766—1780 — ?)

### Осавули
- Зубицький Федір (1741)
- Говоруха Микола (? — 1746 — ?)
- Шиш Дем’ян (1760 — 1768)
- Данило (1771 — 1772 — ?)
- Шоленко Олександр (1775—1779 — ?)

### Хорунжі
- Деркач Іван (? — 1725 — ?)
- Катаєнко Єгор (1737)
- Кобильський Дмитро (1741)
- Шиш Дем’ян (? — 1746—1760)
- Дубинський Степан (1771—1772 — ?)

## Опис Моровської сотні (частковий)
За описом Київського намісництва 1781 року наявні наступні дані про два населені пункти та населення Моровської сотні напередодні ліквідації:
| Села, селища, хутори                                     | Дворян і шляхетства | Різночинців | Духовенства | Церковників | Греків | Хат              | Хат                   | Хат   | Хат                                        | Хат                                                           | Всього | Всього                             |
| -------------------------------------------------------- | ------------------- | ----------- | ----------- | ----------- | ------ | ---------------- | --------------------- | ----- | ------------------------------------------ | ------------------------------------------------------------- | ------ | ---------------------------------- |
| Села, селища, хутори                                     | Дворян і шляхетства | Різночинців | Духовенства | Церковників | Греків | козаків виборних | козаків підпомічників | міщан | посполитих коронних, в тому числі рангових | посполитих власницьких, різночинських і козацьких підсусідків | хат    | за останньою 1764 року ревізії душ |
| Відійшли до Остерського повіту (Київського намісництва): |                     |             |             |             |        |                  |                       |       |                                            |                                                               |        |                                    |
| селище Короп'є                                           | —                   | 2           | —           | —           | —      | 14               | 51                    | —     | —                                          | 4                                                             | 69     | —                                  |
| селище Сукачі                                            | —                   | —           | —           | —           | —      | —                | —                     | —     | —                                          | 6                                                             | 6      | —                                  |
| Разом у частині сотні Морівської                         | —                   | 2           | —           | —           | —      | 14               | 51                    | —     | —                                          | 10                                                            | 75     | 220                                |